# Chiến tranh Jugurtha
Chiến tranh Jugurtha  mang tên của vua Jugurtha, cháu trai và sau đó là con nuôi của Micipsa, vua của Numidia.

## Jugurtha và Numidia
Numidia đã là một vương quốc ở Bắc Châu Phi (tương ứng với An-giê-ri ngày nay) và không cách xa kẻ thù tinh quái của Roma, Carthage. Vị vua Micipsa của Numidia mất năm 118 TCN khi chưa kịp thực hiện việc phân chia vương quốc cho 3 người thừa kế của mình là 2 người con trai Adherbal và Hiempsal, và người con nuôi Jugurtha. Tuy nhiên, sau khi Micipsa mất, Jugurtha chứng tỏ mình là một người tàn nhẫn và không ngần ngại làm bất kể điều gì để có được điều mà ông ta muốn, bao gồm ám sát, mua chuộc, giết người. Jugurtha học cách chỉ huy và chiến thuật quân đội của người La Mã khi chỉ huy quân Numidia dưới quyền Scipio Aemilianus tại cuộc vây hãm Numantia.
Sau khi Micipsa mất, Jugurtha ra lệnh ám sát Hiempsal và buộc Adherbal tới Roma để xin sự trợ giúp chống lại người em cùng cha khác mẹ. Một hội đồng người La Mã đã được gửi đến để thiết lập hòa bình và phân chia đất nước giữa hai anh em. Tuy nhiên, Jugurtha mua chuộc những quan chức người La Mã và nhận được những vùng đất tốt nhất. Tuy nhiên, nó đã được chấp nhận và hòa bình đã được lập lại. Một thời gian ngắn sau đó, năm 113 TCN, Jugurtha đã kích động chiến tranh với anh trai mình và dồn Adherbal tới chân tường ở thủ đô của Adherbal là thành phố Cirta. Adherbal cùng với những người Italian sống ở đó đã chống lại đến cùng. Một phái đoàn La mã lại được gửi đến nhưng sau đó bị mua chuộc và cho phép Jugurtha chiếm thành phố. Jugurtha sau đó hành quyết anh trai Adherbal cùng với nhiều người La mã tham gia phòng thủ thành phố. Việc hành hình những người Italian này buộc La mã tuyên bố chiến tranh với Numidia vào năm 112 TCN.

## Bestia
Chấp chính quan La mã Lucius Calpurnius Bestia đã dẫn một đội quân chống lại Jugurtha nhưng Jugurtha đầu hàng và nhận được những điều kiện có lợi. Điều này chứng tỏ rằng Bestia đã bị mua chuộc. Những điều khoản thuận lợi cho sự đầu hàng của Jugurtha đã dấn đến một cuộc điều tra ở Roma. Jugurtha đã được triệu tập đến Roma. Sau khi ông đến Roma, Jugurtha đã mua chuộc 2 quan bảo dân La mã những người bảo vệ và chứng thực cho ông ta. Jugurtha sau đó đã cố gắng để sắp xếp việc ám sát đối thủ đua tranh với ông ta (em họ của ông Massiva,đang ở Roma) và đã bị trục xuất ra khỏi thành phố. Vào cuối năm 110 hoặc đầu năm 109 Jugurtha đã đánh bại quân đội La mã do quan coi quốc khố Aulus Postumus Albinus, người anh của chấp chính quan năm đó, bằng cách mua chuộc, phản bội và thủ đoạn. Sau đó, ông ta yêu cầu được công nhận là vị vua hợp pháp của Numidia nhưng viện nguyên lão La Mã từ chối.

## Metellus
Chấp chính quan Quintus Caecilius Metellus đã được gửi đến Bắc Phi để đánh bại Jugurtha.Những nỗ lực của Metellus sau này đã mang đến cho ông danh hiệu "Numidicus" mặc dù ông vẫn chưa hoàn thành điều gì trong thời gian ở đó.Quintus Caecilius Metellus là một con người trung thực và thực sự là một viên tướng chỉ huy.Nhưng ông đã tiêu tốn thời gian vào việc cường điệu hóa vinh quang của mình khi ông đã thực sự đánh bại họ.Kế hoạch chiến tranh của ông đã thành công khi tiêu hủy được nguồn cung cấp cho Jugurtha và điều này đã buộc Jugurtha tiến hành chiến thuật du kích.Một cuộc tranh cãi đã nổ ra giữa Mettelus và viên chỉ huy cấp dưới của mình,(legate), Gaius Marius.Mettelus cho phép Marius trở về Roma và Marius đã được bầu làm chấp chính quan năm 107 TCN.Metellus không hiểu rằng Marius là người đầy tham vọng và muốn thay quyền chỉ huy của ông ở Numidia.

## Marius
Khi Marius đến Numidia, Jugurtha đã gia nhập lực lượng với cha vợ,Bocchus, Vua của Mauretania. Marius tiếp tục kế hoạch của Metellus và giành nhiều chiến thắng, nhưn giống như các chiến lược Fabian trước đó,chiến thuật của Jugurtha ngăn ngừa chiến thắng của người La mã.Ngay sau đó hiển nhiên rằng người La mã không thể đánh bại Jugurtha thông qua chiến tranh.Thay vào đó,Bocchus thương lượng một hiệp ước hòa bình với người La Mã bao gồm phản bội và bắt giữ Jugurtha,đổi lại Bocchus nhận được một phần của Vương quốc Numidian.